# Universität (Tübingen)

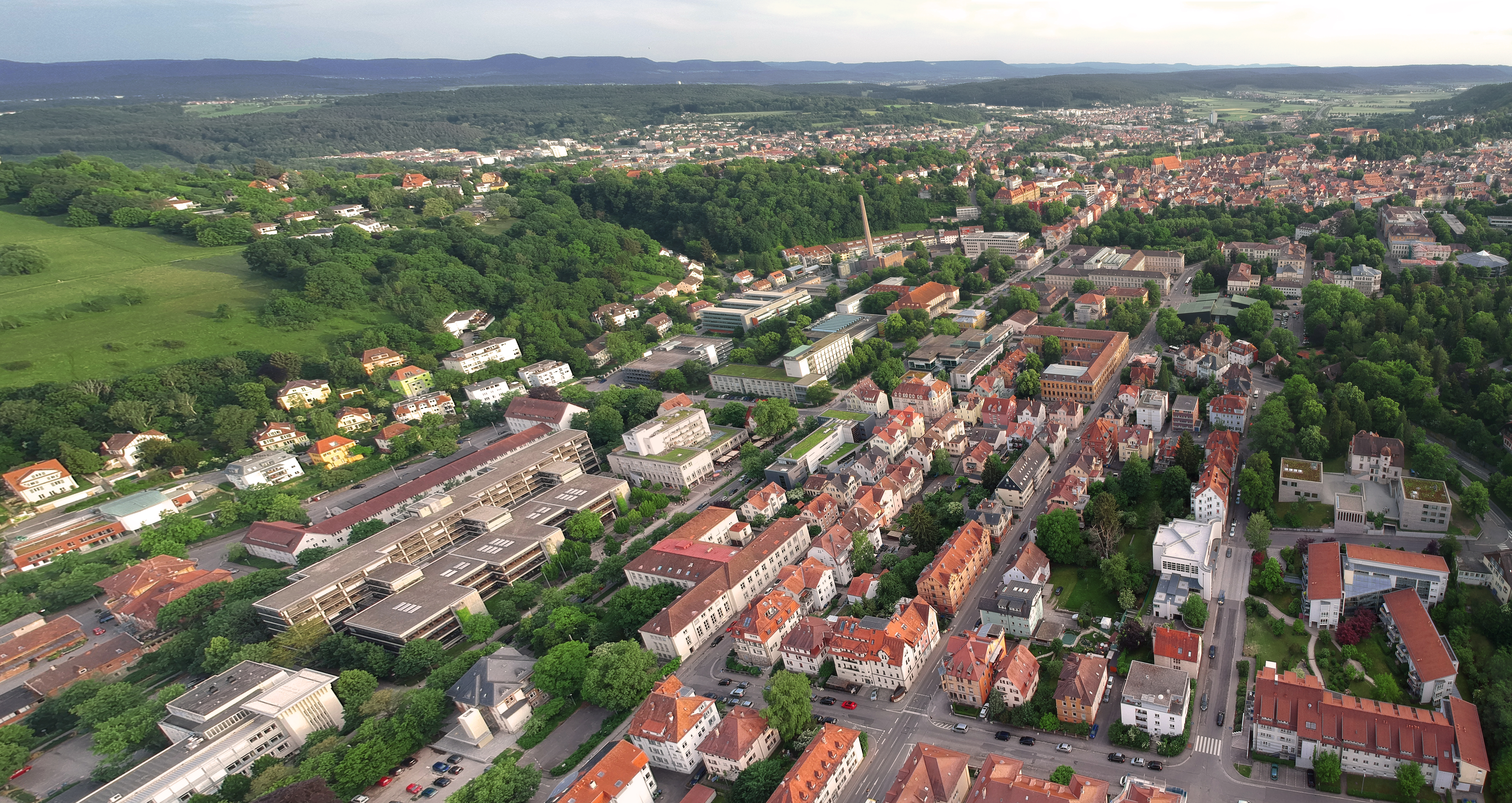
Stadtteil "Universität" in Tübingen

Universität ist ein Stadtteil der Universitätsstadt Tübingen. Er liegt nördlich der Innenstadt und schließt neben dem alten Universitätsviertel an der Wilhelmstraße auch die Bereiche Schnarrenberg und Morgenstelle ein.

## Lage
Die Nordgrenze zu den Stadtteilen Wanne und Schönblick/Winkelwiese folgt etwa der Linie Käsenbach – Lessingweg – Im Rotbad – Haußerstraße – Im Winkelrain. Die Ostgrenze zu Österberg und Lustnau bilden Brunnenstraße, Schlachthausstraße und Nordring. Im Westen verläuft die Grenze zum Stadtteil Weststadt vom Steinenberg westlich der Berg-Kliniken zum Weg Ob der Grafenhalde, zur Stöcklestraße und Herrenberger Straße. Im Süden, also zur Altstadt hin, bilden Kelternstraße und Am Stadtgraben die Grenze des Bezirks.

## Besonderheiten
Im Stadtteil Universität befinden sich neben Wohngebieten die meisten Einrichtungen der Eberhard Karls Universität und sämtliche Universitätskliniken. Hier liegen auch die Berufsgenossenschaftliche Unfallklinik und der Botanische Garten der Universität.